# الستة السريون (فلم 1931)
الستة السريون (بالإنجليزية: The Secret Six) فيلم جريمة أمريكي انتج عام 1931 من إخراج جورج هيل وبطولة كلارك غيبل، مقتبس عن قصة زعيم عصابة المافيا آل كابوني.

## روابط خارجية
- مقالات تستعمل روابط فنية بلا صلة مع ويكي بيانات